# Edward Bond
Edward Bond (Londres, 18 de julio de 1934-Cambridge, 3 de marzo de 2024) fue un dramaturgo, director de teatro, poeta, teórico, guionista británico. Es el autor de la obra Saved (1965), cuya producción fue instrumental en la abolición de la censura de teatro en el Reino Unido. Su obra controvertida ha recibido muchas reacciones.

## Biografía
Edward Bond nació en una familia de clase obrera en Holloway, norte de Londres. Siendo niño durante la Segunda Guerra Mundial, fue evacuado al campo donde su exposición a la violencia y terror de la guerra moldearon los temas en su trabajo. A los quince años, abandonó la escuela para trabajar en fábricas y oficinas, seguido por dos años de servicio nacional en el Ejército británico. 

## Primeras obras
En junio de 1958, Edward Bond fue invitado a unirse al grupo de escritores de Royal Court Theatre de Londres, después de entregar dos obras poéticas The Fiery Tree y Klaxon in Atreus' Place. Ninguna de ellas ha sido profesionalmente producida ni publicada.
La primera obra producida de Bond, The Pope's Wedding, fue presentada en el Royal Court Theatre en 1962. Se trataba de un drama naturalista ambientado en el Essex contemporáneo. La siguiente obra de Bond, Saved (1965), ahonda sobre las vidas de unos jóvenes de clase obrera del sur de Londres quienes sofocados por un sistema económico brutal han perdido de vista su humanidad y se han sumergido en la promiscuidad, la codependencia y la violencia asesina.
La obsoleta legislación sobre el teatro que databa de 1843 requería que los guiones fueran entregados a la oficina del Lord Chambelán para su aprobación antes de ser representados. Saved incluía una escena que representaba el apedreamiento hasta la muerte de un bebé en su cochecito. El Lord Chambelán intentó censurarla, pero Bond se negó a alterar ni una palabra bajo el argumento de que eliminar esa escena central alteraría el significado de la obra. 
Bond y la Royal Court continuaron  desafiando al censor y, en 1967, produjeron una nueva pieza surrealista, Early Morning, que retrataba una relación lesbiana entre la reina Victoria y Florence Nightingale, así como a Benjamin Disraeli y Alberto de Sajonia-Coburgo-Gotha como siameses. La obra fue producida a pesar de la imposición de un veto total y ese mismo año la ley fue finalmente abrogada.

## Contribución cinematográfica
Bond también realizó contribuciones importantes al cine. Así, escribió una adaptación de la novela Cámara oscura de Vladimir Nabokov que fue dirigida por Tony Richardson en 1968; y el drama aborigen Walkabout, dirigido por Nicolas Roeg en 1971. Además, contribuyó en el guion de Blow-Up, película dirigida en 1966 por Michelangelo Antonioni, y en el de Nicolás y Alejandra, dirigida en 1971 por Franklin Schaffner.

## Premios y distinciones
Premios Óscar
| Año  | Categoría                        | Película | Resultado |
| ---- | -------------------------------- | -------- | --------- |
| 1967 | Mejor argumento y guion original | Blowup   | Nominado  |